# Rejchartice
Rejchartice (německy Reigersdorf) jsou obec v okrese Šumperk v Olomouckém kraji. Žije zde 172 obyvatel.

## Historie
První písemná zmínka o obci pochází z roku 1350. K roku 1397 je doložena podoba názvu obce Reycharticz.

## Obyvatelstvo
| Rok            | 1869 | 1880 | 1890 | 1900 | 1910 | 1921 | 1930 | 1950 | 1961 | 1970 | 1980 | 1991 | 2001 | 2011 | 2021 |
| -------------- | ---- | ---- | ---- | ---- | ---- | ---- | ---- | ---- | ---- | ---- | ---- | ---- | ---- | ---- | ---- |
| Počet obyvatel | 539  | 563  | 559  | 548  | 548  | 490  | 485  | 210  | 208  | 187  | 186  | 153  | 161  | 176  | 164  |
| Počet domů     | 83   | 84   | 93   | 96   | 93   | 92   | 95   | 89   | 52   | 44   | 41   | 47   | 49   | 50   | 50   |

## Obecní správa
Mezi lety 1869–1975 Rejchartice byly obcí v okrese Šumperk. Od 1. ledna 1976 do 31. prosince 1984 patřily jako část obce k Rapotínu. Od 1. ledna 1985 do 23. listopadu 1990 patřily jako čast města k Šumperku a od 24. listopadu 1990 jsou opět samostatnou obcí.

### Obecní symboly
Znak a vlajka byly obci uděleny rozhodnutím předsedy Poslanecké sněmovny Parlamentu České republiky dne 8. června 2004.

## Pamětihodnosti
V katastru obce je jako kulturní památka evidován kostel svatého Michala – pozdně barokní stavba s renesančním jádrem z roku 1643, upravený v roce 1770, s empírovým vnitřním vybavením. Součástí areálu je dále ohradní zeď z lomového kamene z 1. poloviny 17. století se dvěma bránami – jižní z doby vzniku a východní z roku 1804.

## Osobnosti
- Josef Veith (1811–1894), majitel dědičné rychty, starosta a zemský poslanec